# Dietrich Becker (Diplomat)
Dietrich Becker (* 5. November 1961 in Reinbek) ist ein deutscher Diplomat. Er war von 2019 bis 2023 Botschafter in Island. Seit 2024 ist er Botschafter in Ouagadougou/Burkina Faso.

## Werdegang
Nach dem Abitur 1981 und der Ableistung des Zivildienstes absolvierte Becker von 1983 bis 1990 ein Studium der Politologie. Er trat 1991 in den Dienst des Auswärtigen Amtes ein und absolvierte bis 1993 den Vorbereitungsdienst für den höheren Auswärtigen Dienst. Danach folgte von 1993 bis 1997 eine Tätigkeit an der Botschaft Moskau. 1997 wechselte er an die Botschaft Bamako, an der er bis 1999 als Ständiger Vertreter des Botschafters eingesetzt wurde. Nach weiteren Stationen im Auswärtigen Amt (1999–2002 und 2005–2009), im Kosovo und beim Hohen Repräsentanten für Bosnien und Herzegowina (2002–2005) wirkte er von 2009 bis 2011 als Ständiger Vertreter des Botschafters an der Botschaft Sofia.
Im Mai 2011 wurde Becker Leiter des neu eingerichteten deutschen Verbindungsbüros in Bengasi und hielt dort Kontakte zu den oppositionellen Kräften in Libyen. Im Anschluss war er bis 2012 Ständiger Vertreter des Botschafters Matthias Meyer. Von 2012 bis 2015 war er Referatsleiter im Auswärtigen Amt.
Von 2015 bis 2019 war Becker als Botschafter der Bundesrepublik Deutschland in Bamako/Mali akkreditiert. Von 2019 bis 2023 war er deutscher Botschafter in Island.
2024 wurde er Botschafter in Burkina Faso.

## Ehrungen
- 2013: Verdienstkreuz am Bande der Bundesrepublik Deutschland[5]